# Juozas Baltušis
Juozas Baltušis, né Albertas Juozėnas le 14 avril 1909 (27 avril dans le calendrier grégorien) à Riga et mort le 4 février 1991 à Vilnius, est un écrivain lituanien, auteur de La Saga de Youza, (Sakmė apie Juzą) Prix du Meilleur livre étranger.

## Biographie
Né à Riga, Juozas Baltušis déménage avec sa famille en Lituanie en 1918. Il travaillait comme ouvrier agricole. En 1929, il s'installe à Kaunas et travaille dans une imprimerie. Pendant la Seconde Guerre mondiale, il a travaillé comme rédacteur pour des programmes en lituanien à la radio de Moscou, écrivant des histoires et des pièces radiophoniques.
Membre du PCUS depuis 1943. Depuis 1944, il vit à Vilnius. 
Il fait ses débuts dans la presse écrite en 1932, en publiant une histoire dans l'almanach Darbas [Travail]. En 1940, sort son premier recueil de nouvelles et d'essais Savaitė prasideda gerai [La semaine commence bien] dont les personnages sont des ouvriers agricoles, des gens opprimés par la pauvreté et le malheur. Il est l'auteur des recueils d'histoires Baltieji dobiliukai [Trèfle blanc, 1943], Kas dainon nesudėta [Ce qui n'est pas chanté dans la chanson, 1959], Valiusei reikia Alekso [Valius a besoin d'Alexas, 1965], Nežvyruotu vieškeliu [Sur une route de campagne négligée, 1971].
Il a écrit les drames sociaux Gieda gaideliai [Le Corbeau des coqs, 1947] et Anksti rytelį [Tôt le matin; 1953], répondant aux exigences du réalisme socialiste. Dans le livre d'essais Tėvų ir brolių takais [Sur les chemins des pères et des frères, 1962], il décrit ses impressions sur l'Amérique et ses rencontres avec des représentants de l'émigration lituanienne. Il a publié la dilogie autobiographique Su kuo valgyta druska [Une livre de sel, 1973, 1976].
En collaboration avec Evgueni Gabrilovitch, il écrit le scénario du long métrage L'aube sur le Neman, réalisé par Aleksandr Faintsimmer en 1952.
Ses œuvres les plus populaires de Baltushis sont considérées comme les romans Parduotos vasaros [Années vendues, vol. 1, 1957, vol. 2, 1969] et Sakmė apie Juzą [Le Conte de Juzas, 1979].
Artiste émérite de la RSS de Lituanie (1954).
Mort le 4 février 1991, Juozas Baltušis est inhumé au cimetière d'Antakalnis.